# Lionel Bryan Douglas Burns
Lionel Bryan Douglas Burns, britanski general, * 1895, † 1966.